# Georges Dalaras
Georges Dalaras (en grec moderne : Γιώργος Νταλάρας - Yórgos Daláras), né le 29 septembre 1949 dans le quartier populaire de Néa Kokkiniá au Pirée, est un chanteur et musicien grec. Il est l’une des grandes figures de la scène musicale contemporaine grecque et depuis 2006, ambassadeur de bonne volonté auprès du Haut Commissariat des Nations unies pour les réfugiés.
Il est le fils de Loukás Darálas (en), un compositeur, chanteur et joueur de bouzouki réputé dans le monde du rebetiko.

## Le chanteur
C’est à l’âge de 15 ans que George Dalaras fait ses premières apparitions en public, comme chanteur et guitariste. En 1967, il enregistre sa première chanson Prosmoni (en français : Attente) sur disque 45 tours. Sa première chanson fait l'objet d'une première censure par la junte militaire qui vient de prendre le pouvoir.
Sur son premier disque, sorti en 1969, figurent des chansons de divers compositeurs. Parmi ceux-ci, Stávros Kouyioumtzís qui écrit pour Georges Dalaras de nombreuses chansons qui le rendront célèbre et qui deviendront des succès.

### Les années 1970
La collaboration, avec des compositeurs tels que Apostolos Kaldaras, Manos Loïzos et les célèbres poètes et paroliers Leftéris Papadópoulos et Mános Eleftheríou, confirme la popularité croissante du chanteur.
En 1971, Dalaras reprend, en version grecque, le succès populaire de Georges Moustaki Le Métèque, une chanson qui figure toujours à son répertoire.
1972 voit la parution de l’album Mikra Asia consacré à la chanson grecque d’Asie mineure toujours vivante dans les quartiers où se sont installés les réfugiés grecs.
Les « 18 chansons de la patrie amère », sur des poèmes de Yánnis Rítsos mis en musique par Míkis Theodorákis, sont enregistrées en 1974 juste après la chute de la junte militaire.
En 1975, Georges Dalaras enregistre un album entièrement consacré au rebetiko « 50 années de rebetiko ». Ce nouvel album contribue non seulement à faire revivre un genre de musique sur le déclin mais aussi à faire découvrir aux jeunes générations, un moment important de la culture musicale grecque.
La présentation de l’œuvre du compositeur crétois Yiannis Markopoulos, Balade dans le monde (musique crétoise) dans une boîte de nuit d’Athènes, marquera la fin des apparitions du chanteur dans des locaux où le public vient non seulement pour écouter de la musique mais aussi pour manger et boire.

### Les années 1980
Mis à part la quinzaine de nouveaux albums solo enregistrés, ces années sont surtout marquées par les grands concerts.
C’est en effet pendant cette décennie que Georges Dalaras parvient à introduire la chanson grecque dans les théâtres et les salles de spectacles, au lieu des boîtes de nuit.
1983 est une année phare puisqu’il donne, en janvier au théâtre Orfeas, un concert important qui sera suivi par deux concerts mémorables au stade olympique d’Athènes au mois de septembre. Des concerts de ce genre, dans un stade bondé où s’entassent quelque 160 000 spectateurs, sont d’une conception tout à fait nouvelle pour le monde de la musique et de la chanson grecque de cette époque.
Sa participation à divers festivals internationaux (Cuba (1981), festival Europalia à Bruxelles (1982), festival de la paix à Vienne (1983), festival de la jeunesse à Moscou (1985)) ainsi qu’au concert pour Amnesty International à Athènes, en 1988, lui permet de rencontrer de nombreux artistes de divers pays.
C’est en 1985 qu’il entreprend sa première grande tournée européenne donnant 14 concerts en Norvège, Suède, Finlande, Grande-Bretagne, Allemagne, Belgique, Hollande et France. L'Olympia de Paris l’accueille pour la première fois en 1986. En 1987, il assure la deuxième partie d'une série de concerts organisés par l'Olympia, du 25 juin au 5 juillet, dans le cadre d'une semaine de musique grecque.

### Les années 1990
Elles débutent par une tournée européenne de concerts, en compagnie du compositeur grec Míkis Theodorákis.
La discographie s’enrichit d’un nouvel album consacré à la musique traditionnelle sur lequel Georges Dalaras partage la vedette avec Chronis Aïdonidis (Χρόνης Αηδονίδης), un chanteur grec très connu et respecté, spécialiste de la chanson traditionnelle et du chant byzantin.
Suivent d’importantes collaborations avec des compositeurs grecs renommés tel Stávros Xarchákos et Thános Mikroútsikos.
En 1992-1993, il donne une série de concerts ayant pour but d’attirer l’attention du public sur les problèmes de l’île de Chypre : New York, Chicago, Paris, Londres, etc.
C’est en 1994 qu’ont lieu, au Palais de la musique à Athènes, plusieurs représentations d’un spectacle dirigé par son ami Costa-Gavras intitulé «…kai me fos kai me thanaton, akatapavstos… avec la lumière et la mort, sans cesse…. ». Ce spectacle qui évoque la mémoire et l’évolution de la musique grecque fait la part belle à la danse et à la chanson dite traditionnelle. C’est l’occasion pour Dalaras d’en interpréter plusieurs titres.
Pendant la deuxième moitié de cette décennie, Georges Dalaras, toujours soucieux d’élargir son champ d’expérience, s’oriente vers de nouveaux choix : il donne plusieurs concerts dans lesquels il chante en soliste accompagné par un orchestre symphonique.
Ses activités sont extrêmement diversifiées pendant toute la décennie. En plus des tournées à l’étranger (Amérique, Europe, Israël, Australie), il enregistre une vingtaine d’albums solo et collabore à plus de vingt autres albums auxquels participent de jeunes chanteurs grecs représentant la nouvelle vague.

### Les années 2000
Après la parution d’un album de nouvelles chansons, intitulé I asfaltos pou trechei-La route qui défile (Η άσφαλτος που τρέχει) auquel participe le chanteur Sting avec Mad About You, Georges Dalaras semble vouloir s’attacher à un travail de mémoire.
En 2001 et 2004 un spectacle est créé au Palais de la musique d’Athènes en hommage au fameux compositeur de musique populaire Vassílis Tsitsánis, décédé en 1984. Le spectacle est accompagné d’un enregistrement. En 2003, c’est le tour du très important compositeur de style rebetiko Markos Vamvakaris décédé en 1972. Un coffret accompagne également cet hommage.
En 2003 un concert et deux albums sont consacrés à la musique des Grecs d’Asie mineure, Mikra Asia et Smyrne.
2004 et 2005 voient la parution de plusieurs albums, en particulier l'album Méditerranée-30e-40e parallèle accompagné d'un DVD enregistré en direct à l'Odéon d'Hérode Atticus.
Georges Dalaras ajoute également à son rôle de chanteur celui de producteur. En 2006, il crée, en compagnie de Michalis Koumpios, le label « Kampanaki » (sous licence Universal). C’est le début d’une série d’albums, accompagnés de livrets soignés, par lesquels les producteurs se proposent de rendre hommage à l’œuvre d’écrivains ayant fortement marqué la chanson grecque. Le premier album de la série, sorti en 2006, s’intitule « Spaei to rodi-La grenade éclate ». Il est consacré à l’œuvre du célèbre poète et parolier Lefteris Papadopoulos. En 2007, paraît l’album I trouvadouri tis kardias mou. La musique qui accompagne les 13 textes du poète-chanteur-parolier Alkis Alkaios est l’œuvre de divers compositeurs. 2008 verra la parution de l’album dédié à l’écrivain Manos Elefthérios.
En plus d’autres parutions discographiques (un hommage à Manos Loïzos, un album personnel Avec un pied dans les étoiles…), 2007 est également l’année d’une importante série de concerts. En avril 2007, Georges Dalaras entreprend une grande tournée européenne qui le conduira en Hongrie, en Autriche, en Allemagne, aux Pays-Bas, en Belgique, en Angleterre, en France et en Suisse. Participent à cette tournée, la chanteuse Melina Aslanídou ainsi que le chanteur et virtuose du luth crétois Michalis Tsouganákis.
Deux concerts consécutifs qui ont lieu en juillet, à l’Odéon d'Hérode Atticus, sont l’occasion, pour le chanteur grec, de présenter une période charnière de la chanson grecque. Période pendant laquelle figurait de façon prééminente, dans la chanson populaire, l’évocation des drogues plus ou moins illicites. La recherche du sujet avait été confiée au spécialiste de cette époque Panayiotis Kounadis. Parmi les chanteurs et acteurs qui ont participé à ces spectacles, Christos Thivaios, Babis Tsertos, Martha Frintsilla, Nina Lotsari, Chara Kefala, Themis Sermié, Stélios Vamvakáris (un fils du compositeur Markos Vamvakaris), Zaharías Karoúnis et Aspasia Stratigou.
De la mi-novembre 2007 au début janvier 2008, c’est au théâtre Pallas d'Athènes que se produisit Georges Dalaras. Dans une série de concerts (« Ola apo tin archi »), où il interprétait des chansons couvrant la totalité de sa carrière. Dalaras était accompagné de quatre jeunes chanteurs de la génération montante, Manolis Paschalidis, Déspina Olympíou, Aspasia Stratigou et Zaharías Karoúnis.
Le Palais de la Musique d’Athènes a été le cadre, en février 2008, d’une série de représentations consacrées au style de musique rebetiko, dans une rétrospective allant de la période de Smyrne (1907) jusqu’à la Guerre civile grecque (1953). Responsable de la recherche Panayiotis Kounadis, mise en scène Sotiris Chatzakis. Sur scène, Georges Dalaras était accompagné des chanteurs Sofía Papázoglou, Aspasia Stratigoú, Zaharías Karoúnis et Babis Stokas.

## Le musicien
Si la guitare est l’instrument dont Georges Dalaras s’accompagne le plus souvent, il joue également avec beaucoup de facilité de plusieurs autres instruments : bouzouki, baglamas, oud.
Il reconnaît avoir composé un grand nombre de chansons, cependant très peu de celles-ci ont fait l’objet d’un enregistrement à ce jour.

## Collaborations
Ainsi que le prouve sa discographie, Georges Dalaras a collaboré avec tout ce qui porte un nom dans la musique grecque, que ce soit avec des compositeurs renommés tels Míkis Theodorákis, Mános Hadjidákis, Thános Mikroútsikos, Yiannis Markopoulos, Stávros Xarchákos, Stávros Kouyioumtzís, Manos Loïzos, Apostolos Kaldaras, Christos Nikolopoulos ou des chanteurs connus. Sa longue collaboration avec la chanteuse Haris Alexiou a marqué toute une génération de spectateurs.
Très ouvert aux musiques étrangères, Georges Dalaras a établi également de fructueuses collaborations avec des artistes provenant d’horizons divers tels que Paco de Lucía, Al di Meola, Ariel Ramirez, Sting, Bruce Springsteen, Ian Anderson, Peter Gabriel, Tracy Chapman, Youssou N’Dour, dans les années 1980.
Cette tendance à travailler avec des musiciens étrangers ira en s’amplifiant tout au long de sa carrière.
Ses concerts avec Goran Bregovic ont fait l’objet d’un album paru en 1997. À la série de concerts intitulée « Mesogeios-Méditerranée 30e 40e parallèle » donnés en 2005 au théâtre Hérode Atticus d’Athènes ont contribué des chanteurs représentant les traditions musicales du pourtour méditerranéen.
En mai 2006 sort l’album « Erima choria-Villages abandonnés » consacré au thème de l’exil. Les textes sont dus au parolier grec Ilias Katsoulis et la musique à l’accordéoniste et compositeur Dasho Kurti, un Albanais expatrié en Grèce depuis plusieurs années. Trois chanteurs albanais participent à cet enregistrement.

## Citoyen du monde et ambassadeur de bonne volonté
Homme réservé et modeste, Georges Dalaras n’hésite cependant pas à défendre avec énergie et véhémence les causes qui lui tiennent particulièrement à cœur, qu’il s’agisse de problèmes politiques comme celui de Chypre, ou de causes humanitaires telles que la défense des personnes opprimées politiquement ou socialement, en particulier les femmes et les enfants. Si ses prises de position sans concession ne sont pas sans déranger certaines personnes, elles lui apportent cependant le soutien de beaucoup.
Ses activités dans ce domaine lui ont valu de nombreuses distinctions dont le Kennedy Award en 1994. Le 5 octobre 2006 Georges Dalaras a été nommé ambassadeur de bonne volonté auprès du Haut Commissariat des Nations unies pour les réfugiés.

## Chansons célèbres
- Me mou thymoneis matia mou (Μη μου θυμώνεις μάτια μου), paroles et musique : Stávros Kouyioumtzís, interprètes : Yánnis Poulópoulos, Georges Dalaras
- 1970 : Na ‘tane to ’21 (Να 'τανε το '21), paroles : Sótia Tsótou, musique : Stávros Kouyioumtzís, créée par Georges Dalaras
- 1971 : O Metoikos (Ο μέτοικος), paroles : Dimítris Christodoúlou, musique : Georges Moustaki, créée par Georges Dalaras
- 1982 : O Ilios O Iliatoras (Ο Ήλιος ο Ηλιάτορας), poèmes : Odysséas Elýtis, musique : Dimítris Lágios